# Veflinge
Veflinge er en by på Fyn med 880 indbyggere  (2024), beliggende 6 km nordvest for Morud, 7 km vest for Søndersø, 20 km nordvest for Odense og 13 km sydøst for Bogense. Byen hører til Nordfyns Kommune og ligger i Region Syddanmark.
Veflinge hører til Veflinge Sogn, og Veflinge Kirke ligger i byen.

## Faciliteter
Havrehedskolen med i alt 625 elever har to afdelinger, en i Veflinge med 0.-6. klassetrin og en i Morud med 0.-9. klassetrin. Begge steder er der SFO og klub.
Veflingehallen bruges bl.a. af Veflinge Gymnastik- og Idrætsforening. Byen har forsamlingshus og Dagli'Brugs.

## Historie

### Navnet
Veflinge er nævnt første gang i 1329 som Weflinge. Målebordsbladene bruger stavemåden Vævlinge, ikke bare om landsbyen, men også om jernbanestationen, der kom i 1911. Traps 3. udgave fra 1899 skriver "Veflinge".
Veflinge kan være afledt af wilf, som betyder kastespyd. Ordet skulle her sigte til en spydlignende terrænformation. En anden mulighed er, at navnet er en afledning af Wiwil, som er et dyrenavn. Efterleddet -inge er en stedbetegnelse afledt af indbygger- eller naturnavne, ligesom Blekinge har navn efter det blege kridt, der præger landskabet dér.

### Jernbanen
Veflinge havde station på Nordvestfyenske Jernbane (1911-66). Stationen blev lagt 1 km syd for kirkelandsbyen, hvor andelsmejeriet lå. Ved stationen blev der opført et hotel, og bebyggelsen ved stationen voksede efterhånden sammen med landsbyen.
Ved stationen opførte Veflinge Andels Frugtlager i 1949 et pakhus, som i 1960 blev solgt til Morud Frugtlager. Der blev dyrket mange sukkerroer i området, så stationen fik i 1951 en 1,2 m høj roerampe.
Stationsbygningen er bevaret på Lindevej 34. Banevej mellem Veflinge og Farstrup er anlagt på banens tracé.